# Jeremías Ruiz
Jeremías Emiliano Ruiz (La Plata, Argentina; 10 de junio de 1992) es un futbolista argentino. Juega de defensa y su actual equipo es América de Quito de la Serie B de Ecuador.

## Trayectoria
Jeremías Ruiz se formó en Estudiantes de La Plata. En 2013, se sumó a la reserva de Gimnasia y Esgrima La Plata, donde llegó a formar parte de algunos entrenamientos en primera bajo la conducción técnica de Pedro Troglio. En septiembre de 2014, se concretó su cesión a Villa San Carlos, club de la Primera B Metropolitana. Hizo su debut profesional el 2 de octubre de 2014, contra Deportivo Morón, en un encuentro que finalizó con derrota de 2 a 0. El 12 de enero de 2015, se dio a conocer su fichaje por Deportivo Madryn, donde no contó con minutos de juego. Por tal motivo, Gimnasia decidió cederlo nuevamente a Villa San Carlos para el segundo semestre de 2015. Se mantuvo jugando con los villeros hasta 2016. El 4 de julio de 2017, se anunció su pase a Orsomarso de la Categoría Primera B colombiana. En el fútbol colombiano realizó su debut el 17 de julio de 2017 durante un triunfo de 1 a 0 sobre Deportivo Pereira. A inicios de 2018, fichó por Parrillas One de la Liga de Ascenso de Honduras. El 18 de julio de 2018, se sumó a Municipal Limeño de la Primera División de El Salvador, donde tuvo un paso destacable.

## Clubes
| Club                      | País        | Año       |
| ------------------------- | ----------- | --------- |
| Gimnasia y Esgrima (LP)   | Argentina   | 2013-2014 |
| Villa San Carlos (cesión) | Argentina   | 2014      |
| Deportivo Madryn (cesión) | Argentina   | 2015      |
| Villa San Carlos (cesión) | Argentina   | 2015-2016 |
| Orsomarso                 | Colombia    | 2017      |
| Parrillas One             | Honduras    | 2018      |
| Municipal Limeño          | El Salvador | 2018      |
| América de Quito          | Ecuador     | 2022-act. |